# Velleda Cesari
Velleda Cesari (n. 15 februarie 1920, Bologna, Italia – d. 3 mai 2003, Genova, Italia) a fost o scrimeră ce a reprezentat Italia, medaliată olimpică. A participat la 4 ediții ale Jocurilor Olimpice (1948, 1952, 1956, 1960) în care a câștigat o medalie de bronz.